# Jean Arcelin
Jean Pierre Léon Arcelin (* 22. Juni 1962 in Paris; heimatberechtigt in Payerne) ist ein französisch-schweizerischer Maler aus dem Kanton Waadt.

## Leben
Er studierte Kunstgeschichte an der Sorbonne in Paris. 1990 und 1995 wurde er, unterstützt von Ebel Uhren, in Basel und in Villa Schwob in La Chaux-de-Fonds ausgestellt. Seit 1988 hat er regelmässig an verschiedenen Ausstellungen in den Vereinigten Staaten, Frankreich und Grossbritannien teilgenommen. 1993 und 1995 war er ebenfalls an der Weltmesse FIAC in Paris vertreten. Arcelin lebt in Paris.
Arcelin ist Enkel des Schweizer Schriftstellers Léon Savary.

## Werk
Sein bevorzugtes Thema ist die Stadt mit ihrer ganzen Dichte, ihren Strassenzügen, Kreuzungen, zugleich auch mit ihren Intérieurs, den Porträts, die uns zeigen, wie wichtig ihm die Betrachtung des Alltäglichen ist, und alles, was die uns vertraute Umwelt ausmacht.
Der Charakter seiner Bilder und Ansichten ist definiert durch das Hervorbrechen der Farben, durch zusammenhängend-durchbrochene Passagen, durch Einfügungen und erweiterte Bildausschnitte, durch dunkle und lückenhaften Zonen. Die Fläche wird so zugleich geordnet und belebt und von breiten Farbeinheiten bestimmt.
Nichts in seinen Darstellungen, die wie aus einem einzigen Schwung zu sein scheinen, ist indes dem unentschlossenen Strich überlassen.
Etwas Spontanes, ausschlaggebend für die Form- und Objekverteilung, lenkt die Bezüge im Bild.

## Ausstellungen (Auswahl)
Einzelausstellungen und Retrospektiven
- 2013: Callanwolde Fine Arts Center, Atlanta, GA.
- 2006–2016: Galerie L’Ermitage, Le Touquet.
- 2010–2016: Besharat gallery, Atlanta, GA.
- 2007–2016: Galerie 26 Place des Vosges, Paris
- 2010, 2011: Galerie Ariel Sibony, Place des Vosges, Paris
- 2010, 2011: Sibman Gallery, Place des Vosges, Paris
- 2007: Retrospektive in Bergerac, Frankreich
- 2000: Galerie Etienne de Causans, Paris
- 1989–1995: Galerie Alain Blondel, Paris
- 1995: Villa Schwob, La Chaux-de-Fonds
- 1992: Kulturzentrum Ziegelhütte, Appenzell
- 1990: Hardhof, Basel.

Gruppenausstellungen
- 2011: Scope Basel.
- 2010, 2011, 2012: The Affordable Art Fair (AAF), New York City.
- 2011, 2012, 2013: Art Palm Beach, FL.

## Galerie

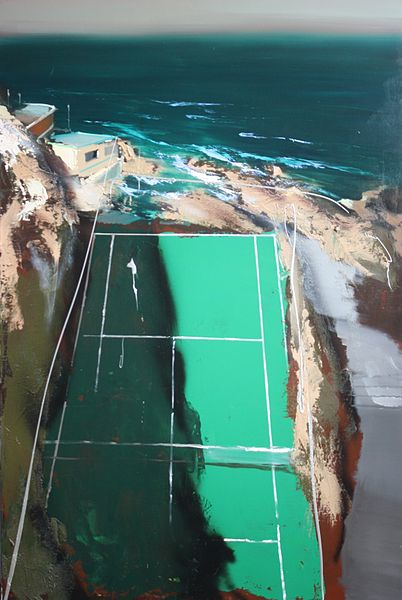
Pacific court
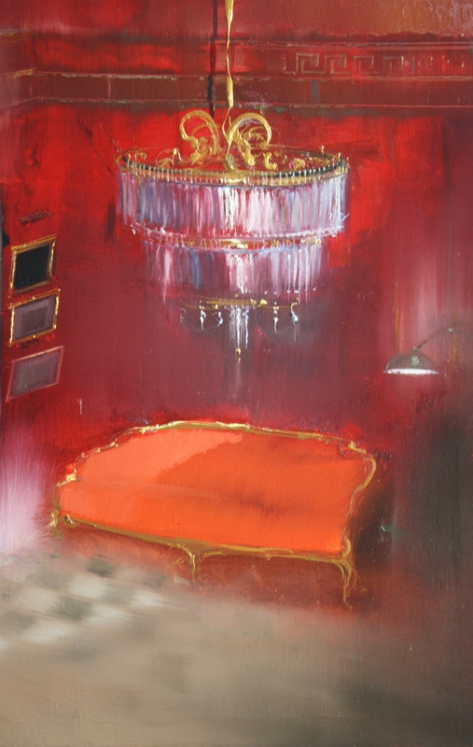
Boudoir
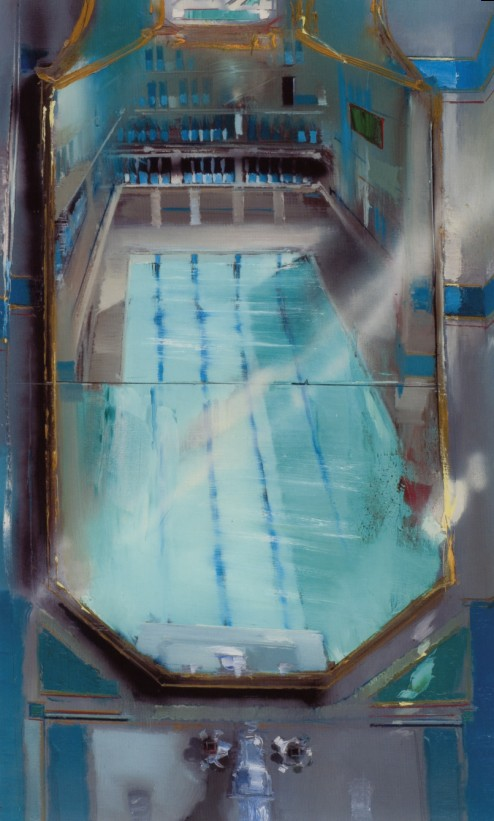
Mirror and pool
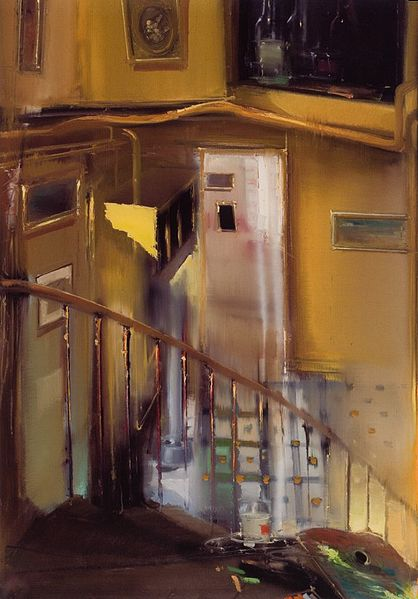
Yellow studio